# Parlamentswahl in Indien 1985 (Assam und Punjab)
Die Wahl zur Lok Sabha in den Bundesstaaten Assam und Punjab 1985 fand am 25. September 1985 im Punjab, und am 16. Dezember 1985 in Assam statt. Beide Bundesstaaten hatten an der indischen Parlamentswahl im Dezember 1984 nicht teilgenommen. Gleichzeitig wurden auch die Parlamente von Punjab und Assam neu gewählt.

## Hintergrund
Aufgrund des Unruhen und der prekären Sicherheitslage im Punjab nach der Erstürmung des Goldenen Tempels in Amritsar am 3.–8. Juni 1984 durch indische Armeeeinheiten (Operation Blue Star) und der Ermordung von Premierministerin Indira Gandhi durch zwei ihrer Sikh-Leibwächter am 31. Oktober 1984 nahm der Bundesstaat Punjab nicht an der indischen Parlamentswahl im Dezember 1984 teil. Auch im nordöstlichen Bundesstaat Assam fand aufgrund der dortigen Unruhen keine Wahl statt. Hintergrund für die Unruhen in Assam waren ethnische Konflikte zwischen einheimischen Assamesen und Bergvölkern einerseits und nach Assam zugewanderten muslimischen Bengalen andererseits. Der Konflikt schwelte seit längerem und war 1979 offen ausgebrochen. Assam hatte deswegen schon an der Parlamentswahl in Indien 1980 zum größten Teil nicht teilgenommen. Der 1984 mit großer Mehrheit neu gewählte indische Premierminister Rajiv Gandhi bemühte sich, die beiden Konfliktherde Assam und Punjab zu entschärfen. In Verhandlungen erreichte er eine teilweise Beruhigung der Lage, so dass auch in diesen beiden Bundesstaaten Wahlen abgehalten werden konnten.

### Punjab
Nach längeren Verhandlungen mit gemäßigten Shiromani-Akali-Dal-Sikh-Politikern unter Führung von Harchand Singh Longowal wurde am 24. Juni 1985 das Punjab-Abkommen (Punjab accord) zwischen Gandhi und Longowal unterzeichnet.
Das Abkommen hatte die Beendigung des Bürgerkriegszustandes im Punjab zum Ziel und kam den Forderungen der Sikhs entgegen. Zentrale Punkte des Abkommens waren die Entschädigung von Personen, die bei den Punjab-Unruhen seit 1982 zu Schaden gekommen waren, die strafrechtliche Verfolgung von Tätern bei den Anti-Sikh-Ausschreitungen in Delhi im November 1984 und die Rehabilitierung von Sikhs, die aus der Armee und den Sicherheitskräften entlassen worden waren. Das Kriegsrecht im Punjab sollte aufgehoben werden. Das Unionsterritorium Chandigarh sollte an den Punjab angegliedert werden und der benachbarte Bundesstaat Haryana sollte im Ausgleich dafür mehrheitlich Hindi-sprachige Grenzgebiete des Punjab erhalten. Weitere Punkte des Abkommens betrafen die Nutzung von Wasserressourcen und die Förderung der Panjabi-Sprache. Das Abkommen war auf beiden Seiten umstritten. Haryana fühlte sich übervorteilt. Radikale Sikhs wollten auf der anderen Seite nicht auf ihr Ziel der vollständigen Unabhängigkeit Khalistans verzichten und sahen Longowal als Verräter an. Als scheinbar erster Erfolg des Abkommens ging die Zahl der durch terroristische Aktionen im Punjab getöteten Personen merklich zurück (von 359 im Jahr 1984 auf 63 im Jahr 1985). Am 17. August 1985 kündigte Gandhi die Abhaltung von Wahlen zur Lok Sabha und zum regionalen Parlament im Punjab an. Am 20. August 1985 wurde Longowal, einer der beiden Protagonisten des Punjab-Abkommens, von einem radikalen Sikh-Attentäter ermordet. Trotz dieses Rückschlags behielt Gandhi im Wesentlichen den ursprünglich anvisierten Wahlfahrplan für den Punjab bei, der Wahltermin wurde allerdings 3 Tage nach hinten verschoben. Bis zum 2. September 1985 konnten Kandidaten nominiert werden und die Entscheidung über die Zulassung der Kandidaten erfolgte am 3. September.

### Assam
Im Jahr 1978 wurde von offizieller indischer Seite erstmals das Problem thematisiert, dass viele Ausländer in die indischen Wahlregister eingetragen worden waren. Besonders betroffen waren die Staaten im Nordosten Indiens. Das Thema wurde von der All Assam Students Union (AASU, „Gesamt-assamesischen Studentenvereinigung“) aufgegriffen, die auf ihrem Jahreskongress in Sibsagar vom 7. bis 10. März 1979 die Ausweisung aller illegalen Einwanderer aus Assam forderte. Dies war der Auftakt zur sogenannten „Assam-Bewegung“ (Assam movement), die von 1979 bis 1985 anhielt. Die Führer der Assam-Bewegung, die wesentlich von der AASU und Angehörigen der assamesischen Mittelklasse getragen wurde, agitierten gegen die vermeintliche Überfremdung Assams durch illegale Einwanderer, bei denen es sich ganz überwiegend um muslimische Bengalen aus dem nahen Bangladesch handelte. Es wurde die Streichung aller Einwanderer aus den Wahlregistern von Assam sowie zum großen Teil deren Ausweisung aus Assam verlangt. Durch die Agitation konnte 1980 bei der Parlamentswahl nur in 2 der 14 Wahlkreise von Assam gewählt werden und die die Wahl zum Parlament von Assam 1983 wurde auf Betreiben der Agitatoren weitgehend boykottiert.
Am 15. August 1985 wurde das Assam-Abkommen (Assam accord) zwischen Rajiv Gandhi, der von der Kongresspartei getragenen Regierung von Assam und den Vertretern der Assam-Bewegung unterzeichnet. Das Abkommen sah eine Streichung von allen Personen, die seit dem 1. Januar 1966 nach Assam zugewandert waren, aus den Wahlregistern in Assam vor. Zuwanderer, die bis zum 24. März 1971 nach Assam gekommen waren, sollten die Möglichkeit erhalten, sich erneut zu registrieren, aber sie sollten frühestens 10 Jahre später das Wahlrecht erhalten. Zuwanderer, die ab dem 25. März 1971 nach Assam gekommen waren, sollten ausgewiesen werden. Nach Abschluss des Abkommens wurde am 18. August 1985 das Parlament von Assam aufgelöst und Neuwahlen für das Parlament von Assam sowie für die 14 assamesischen Lok-Sabha-Wahlkreise für den 18. Dezember 1985 angekündigt. Auf dem Kongress der AASU in Golaghat vom 12. bis 14. Oktober 1985 wurde eine neue politische Partei, Asom Gana Parishad (AGP), als politischer Arm der Assam-Bewegung gegründet. Kandidatennominierungen für die Wahl konnten bis zum 22. November 1985 vorgenommen werden und die Entscheidungen über die Zulassung der Kandidaten fielen am 23. November 1985.

## Ablauf der Wahl und Wahlbeteiligung

Wahlkreisergebnisse in Assam:

Die Wahlbeteiligung war in beiden Bundesstaaten vergleichsweise hoch. Mit 67,36 % lag sie im Punjab über der Wahlbeteiligung vorangegangener indischer Wahlen oder Wahlen zum Parlament des Punjab, die sonst bei 60–65 % lag. In Assam lag die Wahlbeteiligung bei 77,4 %, während sie bei der letzten gesamtindischen Wahl 1977, an der ganz Assam teilgenommen hatte, noch bei knapp 55 % gelegen hatte. Shiromani Akali Dal stellte in 11 der 13 Punjab-Wahlkreise eigene Kandidaten auf. Die beiden kommunistischen Parteien stellten 6 Wahlkreiskandidaten im Punjab und 4 in Assam auf, die Bharatiya Janata Party (BJP) hatte drei Kandidaten im Punjab und 2 in Assam und die Janata Party zwei im Punjab und 10 in Assam. Die Kongresspartei kandidierte in allen Wahlkreisen des Punjab und in 13 der 14 von Assam. Die Kandidaten von Asom Gana Parishad (AGP) wurden durch die Indische Wahlkommission zusammen mit diversen Einzelkandidaten als „Unabhängige“ gezählt.
In den 14 Wahlkreisen von Assam gab es insgesamt 106 Kandidaten (zwischen 5 und 10 pro Wahlkreis) und in den 13 Wahlkreisen des Punjab traten 74 Bewerber an (zwischen 4 und 10 pro Wahlkreis).
Um einen geordneten Ablauf der Wahl zu gewährleisten, waren mehr als 150.000 Mann zusätzliche Sicherheitskräfte im Punjab im Einsatz.
| Bundesstaat | Wahlberechtigte | Wähler     | Wahl- beteiligung | Ungültige Stimmen | Zahl der Wahllokale |
| ----------- | --------------- | ---------- | ----------------- | ----------------- | ------------------- |
| Assam       | 10.097.661      | 7.815.702  | 77,40 %           | 4,45 %            | 13.829              |
| Punjab      | 10.737.064      | 7.232.374  | 67,36 %           | 4,14 %            | 12.717              |
| Gesamt      | 20.834.725      | 15.048.076 | 72,23 %           | 4,30 %            | 26.546              |

## Wahlergebnis

### Punjab

Wahlkreisergebnisse im Punjab:

Wahlsieger war die Sikh-Partei Shiromani Akali Dal (SAD). Sie gewann 2.577.279 Stimmen (36,91 %) und 7 der 13 Wahlkreise (53,8 %) des Punjab. Auch die parallel abgehaltene Wahl zum Parlament des Punjab wurde durch SAD gewonnen (73 von 115 Wahlkreisen). In den restlichen 6 Lok Sabha-Wahlkreisen waren Kandidaten der Kongresspartei erfolgreich. Bei der vorangegangenen Wahl 1980 hatte SAD 1.396.412 Stimmen (bei allerdings insgesamt niedrigerer Wahlbeteiligung) und nur einen der 13 Wahlkreise gewinnen können.
| Partei                             | Kürzel                 | Stimmen   | Prozent | Sitze |
| ---------------------------------- | ---------------------- | --------- | ------- | ----- |
| Indischer Nationalkongress         | INC                    | 2.879.089 | 41,53 % | 6     |
| Shiromani Akali Dal                | SAD                    | 2.577.279 | 37,17 % | 7     |
| Communist Party of India           | CPI                    | 266.364   | 3,84 %  | 0     |
| Bharatiya Janata Party             | BJP                    | 235.368   | 3,39 %  | 0     |
| Communist Party of India (Marxist) | CPM                    | 206.322   | 2,98 %  | 0     |
| Janata Party                       | JNP                    | 155.206   | 2,24 %  | 0     |
| Alle übrigen                       | –                      | 613.326   | 8,85 %  | 0     |
| Gültige Stimmen gesamt             | Gültige Stimmen gesamt | 6.932.890 | 100,0 % | 13    |

### Assam
Asom Gana Parishad (AGP) gewann 7 der 14 Lok Sabha-Wahlkreise Assams. Die Partei war so kurz vor den Wahlen entstanden, dass ihre Kandidaten durch die Indische Wahlkommission noch als „Unabhängige“ gezählt wurden. Auch die Wahl zum Parlament von Assam gewann AGP mit 67 der 126 Wahlkreise. Die Kongresspartei gewann 4 der 14 Lok Sabha-Wahlkreise und je ein Wahlkreis wurde durch den Indian Congress (Socialist) IC(S), eine Abspaltung der Kongresspartei, den Plains Tribals Council of Assam (Wahlkreis 5-Kokrajhar) und einen unabhängigen Kandidaten (4-Dhubri) gewonnen.
| Partei                             | Kürzel                 | Stimmen   | Prozent | Sitze             |
| ---------------------------------- | ---------------------- | --------- | ------- | ----------------- |
| Asom Gana Parishad und Unabhängige | AGP                    | 4.251.696 | 56,93 % | 8 (7 AGP, 1 Unab) |
| Indischer Nationalkongress         | INC                    | 1.749.688 | 23,43 % | 4                 |
| Indian Congress (Socialist)        | IC(S)                  | 457.705   | 6,13 %  | 1                 |
| Plains Tribal Council of Assam     | PTCA                   | 310.150   | 4,15 %  | 1                 |
| Janata Party                       | JNP                    | 264.876   | 3,55 %  | 0                 |
| Communist Party of India (Marxist) | CPM                    | 256.254   | 3,43 %  | 0                 |
| Communist Party of India           | CPI                    | 103.323   | 1,38 %  | 0                 |
| Lok Dal                            | LKD                    | 46.627    | 0,62 %  | 0                 |
| Bharatiya Janata Party             | BJP                    | 27.916    | 0,37 %  | 0                 |
| Gültige Stimmen gesamt             | Gültige Stimmen gesamt | 7.468.235 | 100,0 % | 14                |

1. 1 2 3  Die AGP-Kandidaten wurden durch die indische Wahlkommission als Unabhängige gezählt. Der Stimmenanteil der AGP ist daher nicht sicher auszumachen. Die sieben erfolgreichen AGP-Kandidaten vereinten zusammen 2.002.854 Stimmen (26,8 %) auf sich. Der Stimmenanteil von AGP-Kandidaten in den restlichen 7 Wahlkreisen ist unbekannt.

## Folgen
Die Wahlen im Punjab und in Assam konnten zunächst als ein Erfolg der Politik Rajiv Gandhis betrachtet werden. Die Wahlen waren ohne größere Unregelmäßigkeiten abgelaufen und die Wahlbeteiligung war vergleichsweise hoch, so dass sich die gewählten Parlamentarier legitimiert fühlen konnten. Trotz des Gewinns zweier regionaler Oppositionsparteien in beiden Bundesstaaten hatte die Kongresspartei in der Lok Sabha eine komfortable Zweidrittelmehrheit der Sitze.
Mit den Punjab- und Assam-Abkommen bestand Aussicht, dass die seit Jahren andauernden Gewalttätigkeiten in beiden Bundesstaaten, die Tausende Todesopfer gefordert hatten, zu einem Ende kommen konnten. In der folgenden Zeit zeigte sich allerdings, dass Rajiv Gandhi insbesondere im Punjab aufgrund seiner inkonsequenten und zögerlichen Haltung bei der Umsetzung der Vereinbarungen die erzielten Fortschritte wieder vollständig verspielte. Auch in Assam kam es nicht zu einer dauerhaften Beruhigung der Lage, zum einen, weil die neu ins Amt gewählte AGP-Regierung das Assam-Abkommen nicht umsetzen konnte und, zum anderen, weil sich neue Konflikte (Bodoland) auftaten, so dass der Bundesstaat im Jahr 1989 erneut nicht an der gesamtindischen Wahl teilnahm.